# الحزب الوطني الديمقراطي (المغرب)
الحزب الوطني الديمقراطي المغربي (PND) هو حزب سياسي مغربي، ظهر في يوليوز 1981 بزعامة السيد محمد أرسلان الجديدي خلال الانشقاق الذي عرفه حزب التجمع الوطني للأحرار . عقد مؤتمره التأسيسي أيام 19 و 20 و 21 يونيو 1982 بمدينة الدارالبيضاء .
و قد خاض غمار الانتخابات التشريعية لسنة 1984 و فاز الحزب الوطني الديمقراطي بـ 25 مقعداً في مجلس النواب. وفاز الحزب الوطني الديمقراطي بـ 27 مقعداً في الانتخابات التشريعية لسنة 1993.  شارك في الانتخابات التشريعية ل 14 نونبر 1997 حيث حصل على 9 من مقاعد مجلس النواب و 12 مقعدًا في الانتخابات البرلمانية لسنة  2002. وفي الانتخابات التشريعية لسنة 2007 ، أنشأ الحزب ائتلافًا انتخابيًا مع حزب العهد وفاز كلاهما بـ 14 مقعدًا في مجلس النواب.
قرر الحزب الانضمام إلى «حركة لكل الديمقراطيين». ستؤدي هذه المبادرة في عام 2008 إلى إنشاء حزب الأصالة والمعاصرة  بدمج خمسة أحزاب سياسية منها الحزب الوطني الديمقراطي .
في سنة 2009 ، قبيل الانتخابات الجماعية القروية والبلدية، تراجع مناضلو الحزب عن هذا الاندماج ليعيدوا إحياء هياكل الحزب تحت اسم جديد الحزب الديمقراطي الوطني .
بعد وفاة القائد محمد أرسلان الجديدي أصبح السيد عبد الله القادري الأمين العام للحزب وكان نائبه السيد موسى السعدي والأستاذ عبد الواحد الهادلي   .
خلال المؤتمر الوطني العادي الثاني بتاريخ 18/12/2019 أنتخب السيد صلاح الدين شناوي أمينا عاما للحزب وأختير نائبا له الأستاذ عبد الواحد الهدالي والدكتور محمد النشطاوي .